# Гороховский сельсовет (Могилёвская область)
Горо́ховский сельсовет (бел.  Гаро́хаўскі сельсавет) — упразднённая административно-территориальная единица Бобруйского района Могилёвской области Белоруссии, существовавшая в 1982—2013 годы.

## История
Гороховский сельский Совет с центром в д. Гороховка был образован 20 декабря 1982 года.
Названия:
- с 20 декабря 1982 — Гороховский сельский Совет народных депутатов
- с 15 марта 1994 — Гороховский сельский Совет депутатов[1].

Административная подчинённость:
- с 20 декабря 1982 — в Бобруйском районе[1].

Сельсовет был упразднён 20 ноября 2013 года. Часть населённых пунктов Гороховского сельсовета была передана в Горбацевичский сельсовет, часть — в Глушанский.

## Географическое положение
Был расположен на юго-западе Бобруйского района Могилевской области в 21 км от районного центра — Бобруйска.

## Состав
Гороховский сельсовет включал в себя 32 населённых пункта:
- Городчина — деревня[К 1]
- Гороховка — деревня[К 2]
- Двор-Глуша — деревня[К 1]
- Дворище — деревня[К 1]
- Девчин — деревня[К 3]
- Каменка — деревня[К 1]
- Кисловщина — деревня[К 1]
- Клины — деревня[К 3]
- Красная Заря — посёлок[К 1]
- Красновичи — деревня[К 1]
- Красный Огород — посёлок[К 1]
- Круглониво — деревня[К 1]
- Лагодовка — деревня[К 2]
- Ленинцы — деревня[К 1]
- Лужанец — деревня[К 1]
- Ляды — посёлок[К 1]
- Макаровка — деревня[К 2]
- Мартыновка — деревня[К 2]
- Мосты — деревня[К 1]
- Мочулки — деревня[К 2]
- Околица — деревня[К 2]
- Островы — деревня[К 2]
- Пасека — деревня[К 1]
- Петровичи — деревня[К 2]
- Полошково — деревня[К 1]
- Рымовцы — деревня[К 1]
- Рогоселье — деревня[К 2]
- Спорное — деревня[К 2]
- Трусовщина — деревня[К 1]
- Фортуны — деревня[К 1]
- Хорошие — деревня[К 1]
- Ясены — деревня[К 1]

## Население
- 1999 год — 1372 человека
- 2010 год — 822 человека
- 2013 год — 824 человека, в том числе 4 ветерана Великой Отечественной войны, 400 домашних хозяйств

## Производственная сфера
- ОАО «Агрокомбинат „Бобруйский“»
- Петровичское лесничество
- КФХ:
  - «Экзотика» в д. Спорное
  - «Петро-тур» в д. Петровичи
  - «Мочулки»
  - «Околица»

## Социально-культурная сфера
- ГУО «Гороховский учебно-педагогический комплекс детский сад-средняя школа»
- Гороховский и Петровичский фельдшерско-акушерские пункты
- Сельская библиотека в д. Гороховка

## Комментарии
1. 1 2 3 4 5 6 7 8 9 10 11 12 13 14 15 16 17 18 19 20  С 20.11.2013 — в составе Глушанского сельсовета[3].
2. 1 2 3 4 5 6 7 8 9 10  С 20.11.2013 — в составе Горбацевичского сельсовета[3].
3. 1 2  Упразднена 23.12.2011[4].